# 山本佳世子 (情報学者)
山本 佳世子（やまもと かよこ、女性）は、日本の情報学者、電気通信大学教授。
専門は社会システム工学、空間情報科学、環境科学、都市・地域計画学、災害科学。1999年に学位論文「地域防災性指標としての公共的緑地の充足度評価方法に関する研究」により東京工業大学から博士（工学）を取得する。
地理情報システム上にソーシャルメディアのビッグデータを重ね合わせる研究や、地理情報システムと大気拡散モデルを統合し、ダイオキシン、PM2.5などの有害化学物質の拡散状況のシミュレーションの研究などを行っている。また、地理情報システムと遺伝的アルゴリズム（GA）、アリコロニー最適化アルゴリズム（ACO）、粘菌アルゴリズム、カッコウ探索法などを用いた最適経路探索法も開発している。
特に防災分野では、地域住民によってツイートされた災害情報を地理情報システムのデジタル地図上へリアルタイムに集約するシステムを開発し、東京都三鷹市と連携して運用している。また、このシステムを応用し、東京都調布市における災害対策のためのシステム、横浜市みなとみらい地区、東京都調布市、大阪市における観光支援システムも開発している。近年では、地理情報システムと仮想現実（VR）、拡張現実（AR）などの空間拡張技術（XR）を用いた災害対策、観光支援のシステムを開発している。

## 略歴
- 香川県立高松高等学校卒業
- 1992年 - お茶の水女子大学文教育学部地理学科卒業
- 1994年 - お茶の水女子大学大学院人文科学研究科地理学専攻修士課程修了
- 1998年 - 滋賀県琵琶湖研究所 研究員
- 1999年 - 東京工業大学大学院理工学研究科社会工学専攻博士前期課程修了
- 2004年 - 名古屋産業大学環境情報ビジネス学部 助教授
- 2014年 - 日本学術会議 連携会員
- 2015年 - 内閣府 総合科学技術・イノベーション会議事務局 政策統括官（科学技術・イノベーション担当）付 上席科学技術政策フェロー
- 2015年 - 東京大学空間情報科学センター 客員研究員
- 2019年 - 東京農工大学 客員教授
- 2020年 - 中部大学中部学術高等研究所国際GISセンター 共同利用委員会 委員
- 2021年 - クリタ水・環境科学振興財団 理事
- 2022年 - 地理情報システム学会 副会長[8]
- 2024年 - 地理情報システム学会 会長[9]
- 2024年 - 日本建設情報総合センター 理事
- 2025年 - 環境科学会 副会長

## 主な受賞
- 1999年　日本社会情報学会学位論文賞（「地域防災性指標としての公共的緑地の充足度評価方法に関する研究」）
- 1999年　環境科学会論文賞（「東京都における公共的緑地整備に関する研究－公共的緑地分布からみた地域防災性評価をもとに－」）
- 2001年　日本計画行政学会学会賞奨励賞（「避難場所としての公共的緑地の充足度評価方法に関する研究－東京都を対象として－」）[10]
- 2005年　日本環境共生学会学会賞奨励賞（"An Examination of Land Use Controls in the Lake Biwa Watershed from the Perspective of Environmental Conservation and Management"[11]）
- 2006年　日本環境共生学会学会賞著述賞（「GISによる環境保全のための土地利用解析－環境情報の共有化－」[11]）
- 2007年　日本地域学会著作賞（『わたしたちの環境学習』）
- 2009年　日本環境共生学会環境共生活動賞（「新潟県長岡市小国町法末集落の震災復興支援に関わる一連の活動」）
- 2009年　日本地域学会著作賞（『環境市民による地域環境資源の保全－理論と実践－』）
- 2010年　日本社会情報学会優秀論文賞（「道路交通の人工排熱に着目した都市ヒートアイランド関連施策の評価」[12]）
- 2010年　日本図書館協会選定図書「工学・技術分野」 （『身近な地域の環境学』）
- 2011年　日本計画行政学会第34回全国大会優秀発表賞（「食品製造業におけるゼロエミッション活動の評価方法に関する研究」）
- 2011年　Japan Society for the Promotion of Science Future Leader 2011, 8th Annual Meeting of the Science and Technology in Society (STS) Forum
- 2014年　環境科学会論文賞（「食品製造業におけるゼロエミッション活動の評価」）
- 2014年　日本学術振興会科研費審査員表彰
- 2016年　神奈川県感謝状（神奈川県環境影響評価審議会）
- 2018年　環境科学会学術賞（「GIS を利用した情報提供・共有化手法に関する研究」[13]）
- 2018年　International Conference on Engineering, Technology, and Applied Science Distinguished Paper Award (" A Sightseeing Spot Recommendation System which takes into Consideration User’s Changeable Needs")
- 2019年　情報システム学会第15回全国大会・研究発表大会ベストペーパー特別賞（「災害危険度を考慮した避難経路の導出」）
- 2020年　環境科学会2020年会最優秀発表賞（「ライフサイクル思考を取り入れた環境学習支援システムの構築」）
- 2021年　9th International Conference on Asian Studies 2021 （ICAS2021）Best Presentation Award （"Trend of Vietnamese Migrants in Japan and Vietnam"）
- 2022年　日本計画行政学会論説賞（「災害対策および感染症対策における位置情報の利活用と課題」）

## 主な著書
- Kayoko YAMAMOTO 『Intelligent Sustainable Systems』 Springer 2024
- Manzu Gerald Simon KENYI and Kayoko YAMAMOTO 『Information Technology in Disaster Risk Reduction』 Springer 2024
- Rei FUJIWARA and Kayoko YAMAMOTO 『Information Technology in Disaster Risk Reduction』 Springer 2024
- 仲上健一・山本佳世子『志津川湾と野川を歩く』 成文堂 2023
- 日本地理学会編『地理学事典』 丸善出版社 2023
- Yudai KATO and Kayoko YAMAMOTO 『 Intelligence for Future Cities: Planning through Big Data and Urban Analytics』 Springer 2023
- 日本自然災害学会編『自然災害科学・防災の百科事典』丸善出版社 2022
- Haruki KANAI and Kayoko YAMAMOTO 『Information Technology in Disaster Risk Reduction』 Springer 2022
- Manzu Gerald Simon KENYI and Kayoko YAMAMOTO 『Information Technology in Disaster Risk Reduction』 Springer 2022
- 地理情報システム学会教育委員会編『地理空間情報を活かす 授業のためのGIS教材（改訂版）』古今書院 2021
- Shinya ABE, Ryo SASAKI and Kayoko YAMAMOTO 『Lecture Notes in Urban Informatics for Future Cities』 Springer 2021
- Kayoko YAMAMOTO and Yuko MURAYAMA 『Information Technology in Disaster Risk Reduction』 Springer 2021
- 内藤廣編・浅見泰司・赤松佳珠子・山本佳世子・和田章編『クロノデザイン－空間的価値から時間的価値へ－』 彰国社 2020
- Yuko MURAYAMA and Kayoko YAMAMOTO 『Information Technology in Disaster Risk Reduction』 Springer 2020
- Yuko MURAYAMA, Kayoko YAMAMOTO and Jun SASAKI 『information Technology in Disaster Risk Reduction』 Springer 2019
- Ryuhei MAKINO and Kayoko YAMAMOTO 『Lecture Notes in Geoinformation and Cartography: Computational Urban Planning and Management for Smart Cities』Springer 2019
- Koya TSUKAHARA and Kayoko YAMAMOTO 『Lecture Notes in Geoinformation and Cartography: Computational Urban Planning and Management for Smart Cities』Springer 2019
- Kayoko YAMAMOTO and Zhaoxin YANG 『Risk Assessment』 INTECH 2018
- Kana NAITOU and Kayoko YAMAMOTO 『Advances in Human and Machine Navigation Systems』 INTECH 2018
- Koya TSUKAHARA and Kayoko YAMAMOTO 『Geographic Information Systems and Science』 INTECH, 2018
- Yuko MURAYAMA and Kayoko YAMAMOTO 『Information Technology in Disaster Risk Reduction』 Springer 2018
- 地理情報システム学会教育委員会編『地理空間情報を活かす 授業のためのGIS教材』古今書院 2017
- 梶秀樹・和泉潤・山本佳世子編『自然災害－減災・防災と復旧・復興への提言－』技報堂出版 2017
- Kayoko YAMAMOTO and Shota SASHIYAMA 『Series: Advances in Medicine and Biology Volume 112』Nova Science Publishers 2017
- Kayoko YAMAMOTO and Shun FUJITA 『Lecture Notes in Geoinformation and Cartography: Planning Support Science for Smarter Urban Futures』 Springer 2017
- Kayoko YAMAMOTO and Kuangtiao SHEN 『City Networks - Planning for Health and Sustainability』 Springer 2017
- 山本佳世子『情報共有・地域活動支援のためのソーシャルメディアGIS』古今書院 2015
- Kayoko YAMAMOTO 『Lecture Notes in Geoinformation and Cartography: Planning Support Systems & Smart Cities』Springer 2015
- 山本佳世子『復興は人づくりから－全国大学ボランティア教員15名による特別講義－』いわて高等教育コンソーシアム 2013
- 梶秀樹・和泉潤・山本佳世子編『東日本大震災の復旧・復興への提言』』技報堂出版 2012
- 山本佳世子『身近な地域の環境学』古今書院 2010
- 山本佳世子『シリーズGIS第5巻　社会基盤・環境のためのGIS』pp79-98朝倉書店 2010
- 熊田禎宣・山本佳世子編『環境市民による地域環境資源の保全－理論と実践－』古今書院 2008
- 山本佳世子『GISによる環境保全のための土地利用解析－環境情報の共有化－』古今書院 2006
- 山本佳世子『わたしたちの環境学習』創成社出版 2006
- 山本佳世子『環境問題の現場から－地理学的アプローチ－』古今書院 2003[14]